# Pilica (geslacht)
Pilica is een vliegengeslacht uit de familie van de roofvliegen (Asilidae).

## Soorten
- P. acunai (Bromley, 1929)
- P. funebris Artigas & Papavero & Pimentel, 1988
- P. lupus (Bromley, 1931)
- P. zanutoi Artigas & Papavero & Pimentel, 1988